# Volt, star malgré lui (jeu vidéo)
Volt, star malgré lui est un jeu vidéo d'action-aventure développé par Avalanche Software et édité par Disney Interactive Studios sur Wii, PlayStation 2, PlayStation 3, Xbox 360 et Windows en novembre 2008. Parallèlement, Altron a développé une version exclusive sur Nintendo DS du fait de son format portable.
Il s'agit de l'adaptation en jeu vidéo du film d'animation du même nom produit par Walt Disney Pictures.

## Accueil
- IGN : 5,1/10 (Wii)[1] - 4,5/10 (DS)[2]
- Gamekult : 3/10[3]
- Jeuxvideo.com : 12/20 (PC, PS3, X360, Wii, PS2)[4] - 11/20 (DS)[5]